# Дицирконийрений
Дицирконийрений — бинарное неорганическое соединение
рения и циркония
с формулой ReZr2,
кристаллы.

## Получение
- Сплавление стехиометрических количеств чистых веществ:

{\displaystyle {\mathsf {Re+2Zr\ {\xrightarrow {1900^{o}C}}\ ReZr_{2}}}}

## Физические свойства
Дицирконийрений образует кристаллы
тетрагональной сингонии,
пространственная группа P 42/mnm,
параметры ячейки a = 1,012 нм, c = 0,542 нм, Z = 10,
структура типа урана β-U
.
Соединение образуется по перитектической реакции при температуре 1900°C  (1640°C ).